# 크레이지 크루즈
크레이지 크루즈(일본어: クレイジークルーズ, 영어: In Love and Deep Water)는 2023년 11월 16일에 넷플릭스에서 공개된 일본 영화이다.

## 출연

### 주연
- 요시자와 료 - 우부카타 스구루 역
- 미야자키 아오이 - 반자쿠 지즈루 역

### 조연
- 요시다 요 - 야부치 하츠미 역
- 키쿠치 린코 - 아이나 역
- 나가야마 켄토 - 이부키 신타로 역
- 이즈미사와 유키 - 유자와 류키 역
- 마키타 아쥬 - 하기와라 시오리 역
- 오카야마 아마네
- 마츠이 아이리
- 콘도 요시마사
- 미야자키 토무
- 오카베 타카시
- 윤호 - 카나토 역
- 나하나
- 오가이 루미카 - 쿠루마 레나 역
- 마시마 히데카즈
- 하야시다 미유 - 후나바시 와카나 역
- 미츠이시 켄
- 하세가와 하츠노리 - 쿠루마 소헤이 역
- 타카오카 사키 - 미사키 역
- 야스다 켄 - 쿠루마 미치히코 역